# Inspectoratul General pentru Situații de Urgență
Inspectoratul General pentru Situații de Urgență (acronim: IGSU) este o structură specializată subordonată Ministerului Afacerilor Interne și încadrată cu militari și civili. Aceasta s-a înființat în 15 decembrie 2004 prin Hotărârea Guvernului României nr. 1490, fiind creată prin fuzionarea Comandamentului Protecției Civile cu Inspectoratul General al Corpului Pompierilor Militari (Departamentul Național de Pompieri).
I.G.S.U. la nivel național coordonează toate organizațiile implicate în managementul situațiilor de urgență, în concordanță cu reglementările internaționale.
I.G.S.U. prin personalul specializat din teritoriu intervine la solicitare în zona de competență, la stingerea incendiilor și în alte situații de urgență și colaborează cu autoritățile, factorii de răspundere de la instituții și agenți economici respectiv  serviciile voluntare și private pentru situații de urgență, etc.  
La nivel teritorial (în județe), filialele se numesc Inspectorate județene pentru situații de urgență (acronim: ISU).

## Istoric

### Înființarea corpului pompierilor militari

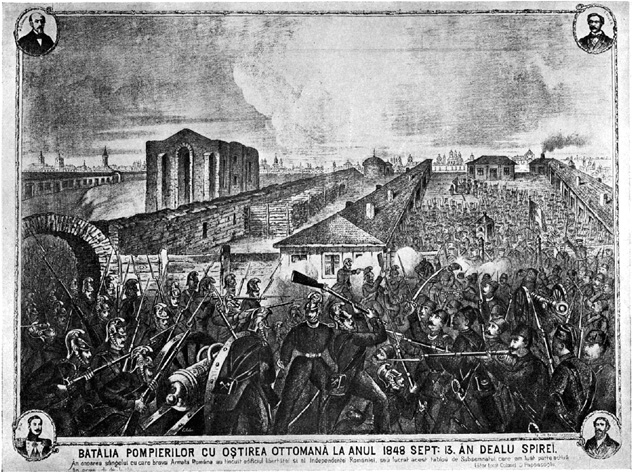
Gravură de epocă reprezentând Bătălia Pompierilor din Dealul Spirei

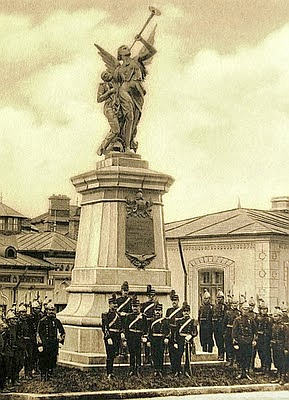
Monumentul Eroilor Pompieri din București

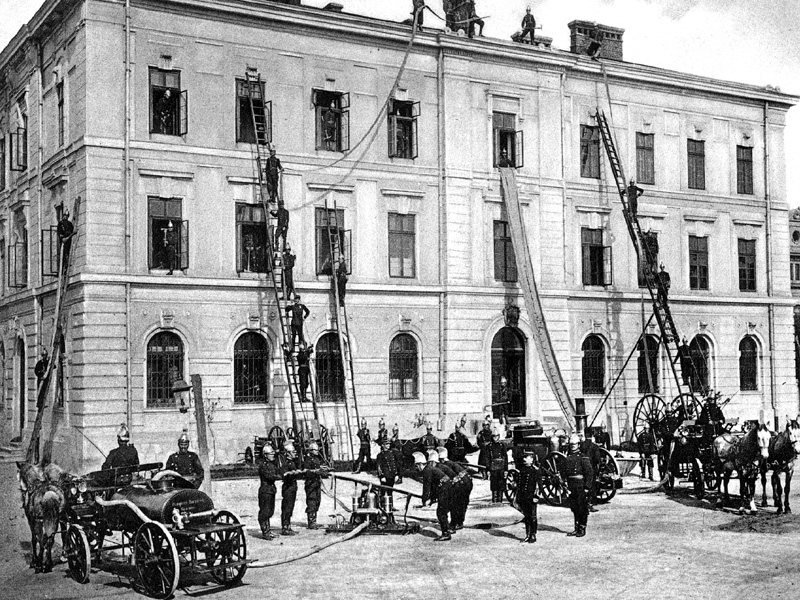
Compania de pompieri București 1901-1904.

Încă din anul 1859 pompierilor militari le-a revenit sarcina de a veghea la apărarea bunurilor materiale de flagelul incendiilor, dar în același timp, ca parte integrantă a armatei, erau pregătiți pentru a interveni la nevoie în apărarea țării. 
Prima unitate românească de pompieri militari s-a înființat la Iași în anul 1835 de către domnitorul Moldovei – Mihail Grigore Sturdza, pentru combaterea incendiilor în capitala Principatului Moldovei.Aceasta se numea „Roata de pojarnici”.
La origine, nu au existat ofițeri de pompieri ca formație: unul era cavalerist, altul infanterist, altul artilerist. Primul căpitan-comandant de pompieri consemnat la Iași a fost Bacinschi..
La București prima unitate de pompieri se înființează în anul 1844 pe vremea Domnitorului Munteniei Gheorghe Bibescu (1842 – 1848) conform  legii pentru înființarea „Roatei de Pompieri” în orașul București.
Această structură funcționa pe principii militare cu efective mai mari, după cum și capitala Valahiei era mai întinsă și mai populată decât a Moldovei. Decalajul de 10 ani poate fi explicat prin preocuparea pentru o temeinică pregătire a celor care urmau să încadreze compania de pompieri, lucru confirmat pe timpul incendiului de la 23 martie 1847 „Focul cel mare” care, prin  dimensiuni, este unic în analele orașului. 
Primele formații civile de pompieri care se dezvoltă pe sistemul voluntariatului apar în 1835 la Arad, iar în Transilvania la primăriile localităților din Jimbolia, Gherla și Lipova în primii ani ai secolului al XIX-lea. 
Într-o serie de localități din țară existau turnuri de veghe care servea condiții prielnice pompierilor sau persoanelor desemnate ca supraveghetori, drept turn de observație și pentru apărarea împotriva incendiilor.
Printre acestea se numără Foișorul de Foc din București care a fost folosit de către pompieri până în 1935, Satu Mare, Cluj-Napoca, Jimbolia, etc.
 Unirea Moldovei cu Țara Românească, în anul 1859, a creat premisele reorganizării armatei, potrivit noilor transformări, ca armată a statului național. Unificarea armatei începea cu deplasări de unități militare moldovene la București și muntene la Iași; în cursul anului 1860, toate activitățile specifice armatei au fost așezate sub o singură autoritate, conduse de generalul Ion-Emanoil Florescu având funcția de ministru de război.
De la începutul domniei Alexandru Ioan Cuza s-a preocupat intens de problemele pompierilor militari. Domnia lui Cuza are o importanță deosebită pentru istoria pompierilor. Pe vremea acestuia la 24 mai 1860, acesta a promulgat Legea pentru recompensarea ostașilor participanți la Bătălia din „Dealul Spirii” prin care a fost acordată câte o medalie de bronz cu inscripția „Pro Virtute Militari” tuturor ostașilor ce au luat parte la acel eveniment. La aceea dată în anul 1848 la București a avut loc o confruntare dintre compania de pompieri condusă Căpitanul Pavel Zăgănescu și un corp de armată al Imperiului Otoman.
În memoria eroilor pompieri căzuți la datorie a fost ridicat Monumentul Eroilor Pompieri din București.
Drept recunoștință pentru actul istoric care a avut loc 13 septembrie, anual, pompierii sărbătoresc Ziua Pompierilor din România.
Pompierii au devenit o instituție militarizată în anul 1874, la un an după moartea lui Alexandru Ioan Cuza, prin Decret Regal nr. 702 din 1874, care modifică Legea pentru organizarea armatei: pompierii intrau în subordinea Ministerului de Război ca unități și subunități în compunerea artileriei teritoriale. Batalionul de pompieri București devenea divizion, iar companiile din Galați, Iași și Craiova – baterii de artilerie; celelalte companii și secții de pompieri încadrau semi-baterii și “secțiuni”; instrucția se împărțea în două părți: artileristică și de pompieri.
După Războiul de Independență, cele 14 baterii de pompieri-artileriști au trecut în subordinea regimentelor de artilerie până în 1912 când, prin înaltul Decret Regal nr. 2222, s-a înființat Inspectoratul Pompierilor Militari.
Procesul de reformă a instituției pompierilor s-a reluat o dată cu numirea colonelului Gheorghe Pohrib ca inspector general al pompierilor între 1920 și 1937.Pe vremea acestuia se legiferează concepția privind apărarea pasivă a teritoriului, Legea nr. 1245/1933 și Regulamentul 10 de aplicare a acesteia stabilind pompierilor atribuțiile de bază în organizarea și desfășurarea apărării pasive a teritoriului și are loc transformarea Inspectoratului Pompierilor Militari în comandament de armă, la 2 august 1929.
În acele vremuri apărea și cea mai mare asociație a pompierilor - Comitetului Tehnic Internațional al Focului(CTIF), înființată, în 1900, unde România participase ca țară fondatoare și apărea prima reviste de specialitate: „Buletinul Pompierilor Români” care funcționează și astăzi, sub numele de „Pompierii Români”.

### Dezvoltarea instituției pompierilor militari(1936 – 2004)

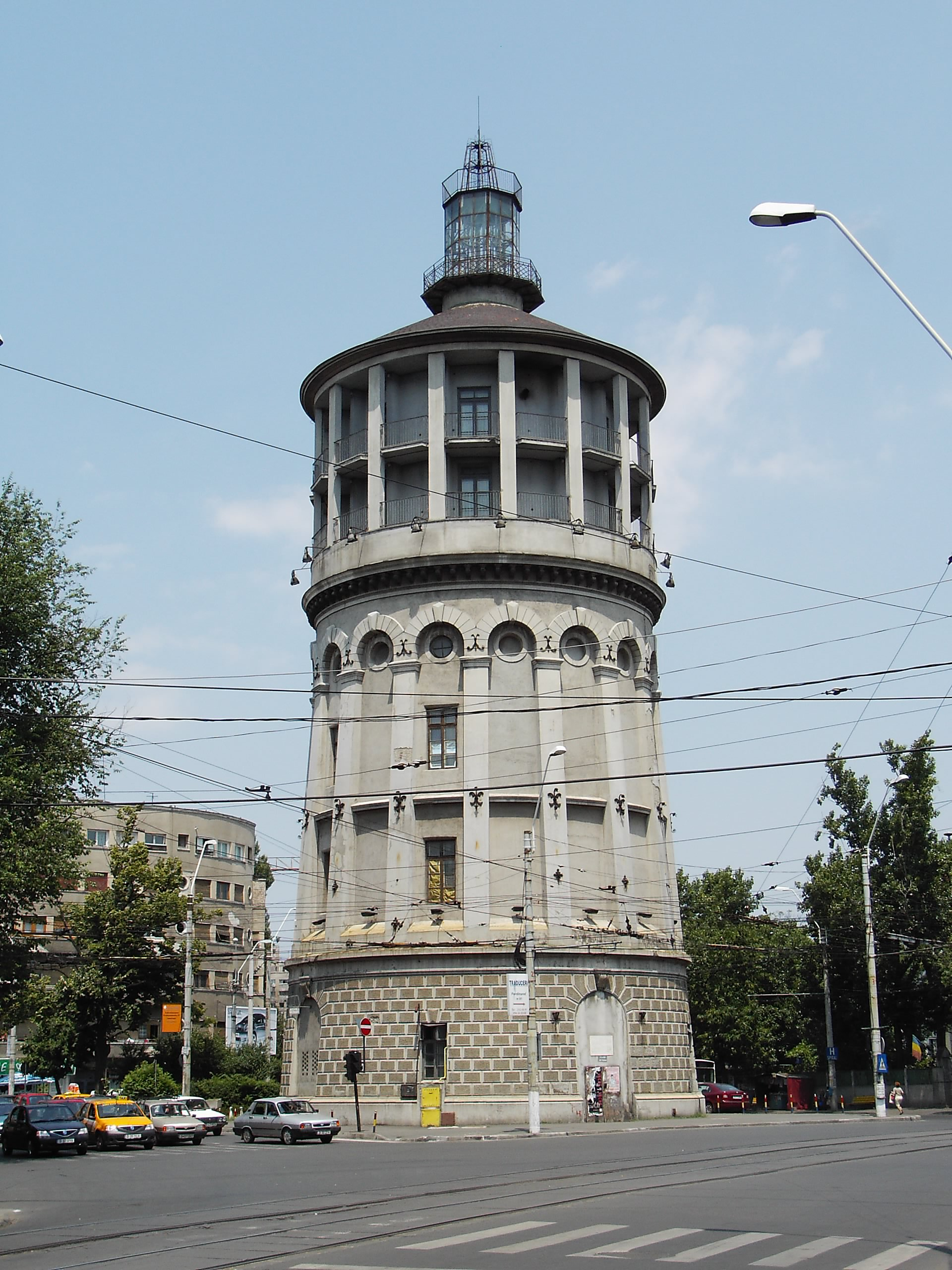
Muzeul Foișorul de Foc din București (strada Traian, cartierul Oborul-Vechi.

Primul stadiu cuprinde perioada 1936-1945 și este caracterizată prin înființarea structurilor militare ale pompierilor militari, care au evoluat funcție de factorii administrativi și politici ai vremii.
În 3 aprilie 1936 prin Înaltul Decret Regal nr. 815 este promulgată „Legea pentru organizarea pompierilor”, prin care se reglementa activitatea pompierilor militari și civili din întreaga țară. Conform art. 1 din aceeași lege „prevenirea si combaterea sinistrelor precum si executarea masurilor impuse pompierilor” prin Regulamentul Apărării Pasive, au fost încredințate, pe tot cuprinsul tarii, „Corpului Pompierilor Militari”.
Prin această lege, comunele și județele sunt obligate să întrețină unitățile de pompieri militari care le asigură serviciu de incendiu prin subvenții prevăzute prin buget lor, subvenții ce le stabilesc anual Ministerul de Interne. La art.5 prin această lege prevedea că la comune locuitorii prestează servicii în natură la stingerea incendiilor, inundațiilor s-au alte sinistre.  Conform art.8 la această lege prevedea că misiunea organizării formațiunilor de pompieri, din comunele rurale revenea comandanților de pompieri din orașele reședință de județ care sunt șefii direcți ai acestor formațiuni în județ. 
La 28 februarie 1933, prin Decretul Regal nr. 468 Carol al II-lea a semnat și aprobat „Regulamentul de funcționare a Apărării Pasive contra atacurilor aeriene” prin care s-a înființat Protecția Civilă în România. În 1939 a fost promovată Legea pentru apărarea antiaeriană, activă și pasivă, care reglementa activitatea în domeniu. 
Procesul de modernizare a prevenirii și intervenției pentru limitarea efectelor incendiilor și a altor tipuri de dezastre, calamități, catastrofe, explozii, accidente de orice natură, denumite în  mod generic situații de urgență, nu ar fi fost complet și eficient dacă nu ar fi reunit din punct de vedere organizatoric și al reglementărilor specifice cele două instituții, care au mai funcționat împreună între anii 1933-1945.
În dotarea pompierilor militari se regăseau autospeciale, materiale și accesorii necesare salvării persoanelor de sub dărâmături, degazării, ridicării și distrugerii bombelor neexplodate, înștiințării populației, prim ajutor medical etc.
Pregătirea efectivelor proprii și a populației lua proporții, la exercițiile de apărare pasivă participând cele mai înalte autorități ale statului, inclusiv regele Carol al II-lea. 
Pompierii militari au depus eforturi pe durata celui de-al Doilea Război Mondial, pentru ca să-și îndeplinească în cele mai bune condiții misiunile. Pe timpul bombardamentelor sovietice de la începutul războiului și apoi al atacurilor aviației anglo-americane, sub ploaia de bombe și foc, pompierii militari din București, Ploiești, Câmpina, Craiova, Brașov, Iași, Constanța și alte orașe au stârnit admirația și recunoștința populației și autorităților vremii.
Memorabile sunt intervențiile din 1-3 august 1943, de la Ploiești, din 4 aprilie 1944 de la București și din martie-august 1944 din marile orașe ale țării, când au fost salvate numeroase vieți și importante bunuri materiale. 
Ca urmare a evenimentelor care s-au produs în acea perioada, in cursul anului 1936 si la începutul anului 1937 s-a înființat Comandamentul Corpului  Pompierilor prin care erau conduse, administrate și instruite unitățile de pompieri care depindeau de Ministerul de Interne din punct de vedere al organizării și administrației și de M.Ap.N. din punct de vedere al disciplinei, recrutării și pozițiilor ofițerilor și subofițerilor care a dus la extinderea și înființarea de noi unități și care prin dispunerea lor, trebuia să acoperea teritoriul României întregite. In acest sens în anul 1936 au fost înființate companiile la Timișoara (1 Iunie), Arad (15 Iunie), Brașov, Cluj (12 Iulie), Oradea (1 Septembrie), Satu Mare, Carei, Sibiu, Alba Iulia (1 Decembrie), iar in anul următor au fost înființate secțiile Târgu Mureș, Lugoj, Botoșani, Turda, Bistrița, Sighet, Sfântul Gheorghe, Sighișoara, Sebeș, Baia Mare, Caransebeș, Odorhei, Dej, Zalău, Salonta.
După cel de–al doilea război mondial, prin Decretul Lege nr. 2530 din 1 august 1945, pompierii militari sunt trecuți din structura Ministerului de Război in subordinea Ministerului Afacerilor Interne.
In anul 1946, Corpul pompierilor militari era alcătuit din Inspectoratul General cu serviciile sale, 5 inspectorate regionale si 8 grupuri unde făceau parte județele din zonă.
La sfârșitul anului 1947, cadrul organizatoric al Corpului Pompierilor Militari s-a consolidat, într-o noua structura organizatorica: Inspectoratul General al Pompierilor, 4 inspectorate regionale: Timișoara, București, Cluj si Iași, corespunzătoare celor 4 regiuni militare fixate prin Legea nr. 206, si 12 grupuri de pompieri.
- Inspectoratul regional nr.1 – Timișoara, cu grupurile 1 – Timișoara, 2 – Lugoj si 3 – Craiova;
- Inspectoratul regional nr.2 – București, cu grupurile 4 – oraș, 5 regiune, 6 – Constanta, 7 – Pitești si 8 – Ploiești;
- Inspectoratul regional nr.3 – Cluj, cu grupurile 9 – Brașov si 10 – Cluj;
- Inspectoratul regional nr.4 – Iași, cu grupurile 11 – Focșani si 12 – Iași[2].

După apariția Legii nr. 5/1950 privind organizarea administrativ-teritorială a țării, grupurile de pompieri capătă denumirea de „servicii regionale de pază contra incendiilor”, care vor deveni „grupuri regionale” în 1952, efectivele fiind considerabil mai mari decât în 1949 (1.312 ofițeri, 3.055 subofițeri și maiștri militari, 360 angajați civili și 10.508 militari în termen) iar Comandamentul Pompierilor transformându-se în Direcția Pompierilor.
În septembrie 1953 se înființau primele „inspecții regionale de prevenirea incendiilor”, care aveau în subordine inspecții regionale și orășenești. Perioada 1957-1967 s-a caracterizat prin stabilitate organizatorică, funcționând 17 grupuri regionale, cu 108 companii de pompieri, două companii-școală și una de gospodărie. Legea nr. 57/1968 pentru organizarea administrativ-teritorială a țării marca apariția grupurilor județene de pompieri și a aceluia al municipiului București, ca mare unitate de pompieri. 
Al doilea stadiu din 1968 – 1991 reprezintă un moment de cotitura in istoria pompierilor din România. Pe plan național s-a renunțat la structurile administrativ teritoriale pe raioane si regiuni si s-a revenit la forma tradiționala, cea mai viabila a județelor. Legea nr. 57/1968 pentru organizarea administrativ-teritorială a țării marca apariția grupurilor județene de pompieri și a aceluia al municipiului București, ca mare unitate de pompieri. 
Comandamentul Pompierilor Militari și mai apoi Inspectoratul General al Corpului Pompierilor Militari au înființat școli de pregătire a pompierilor și personalului din cadrul unităților: Facultatea de Pompieri din București, dezvoltată din fosta Școala de Ofițeri Pompieri (1976), care și astăzi pregătește ofițerii inspectoratelor pentru situații de urgență, în cadrul Academiei de Poliție Alexandru Ioan Cuza, și Școala de Subofițeri Pavel Zăgănescu de la Boldești(1986). Tot în anii ̉’80 ai secolului XX s-a înființat Centrul de Studii, Experimente și Specializare P.S.I., care astăzi funcționează ca Centru Național pentru Securitate la Incendiu și Protecție Civilă.

### Pompierii militari după anul 2004

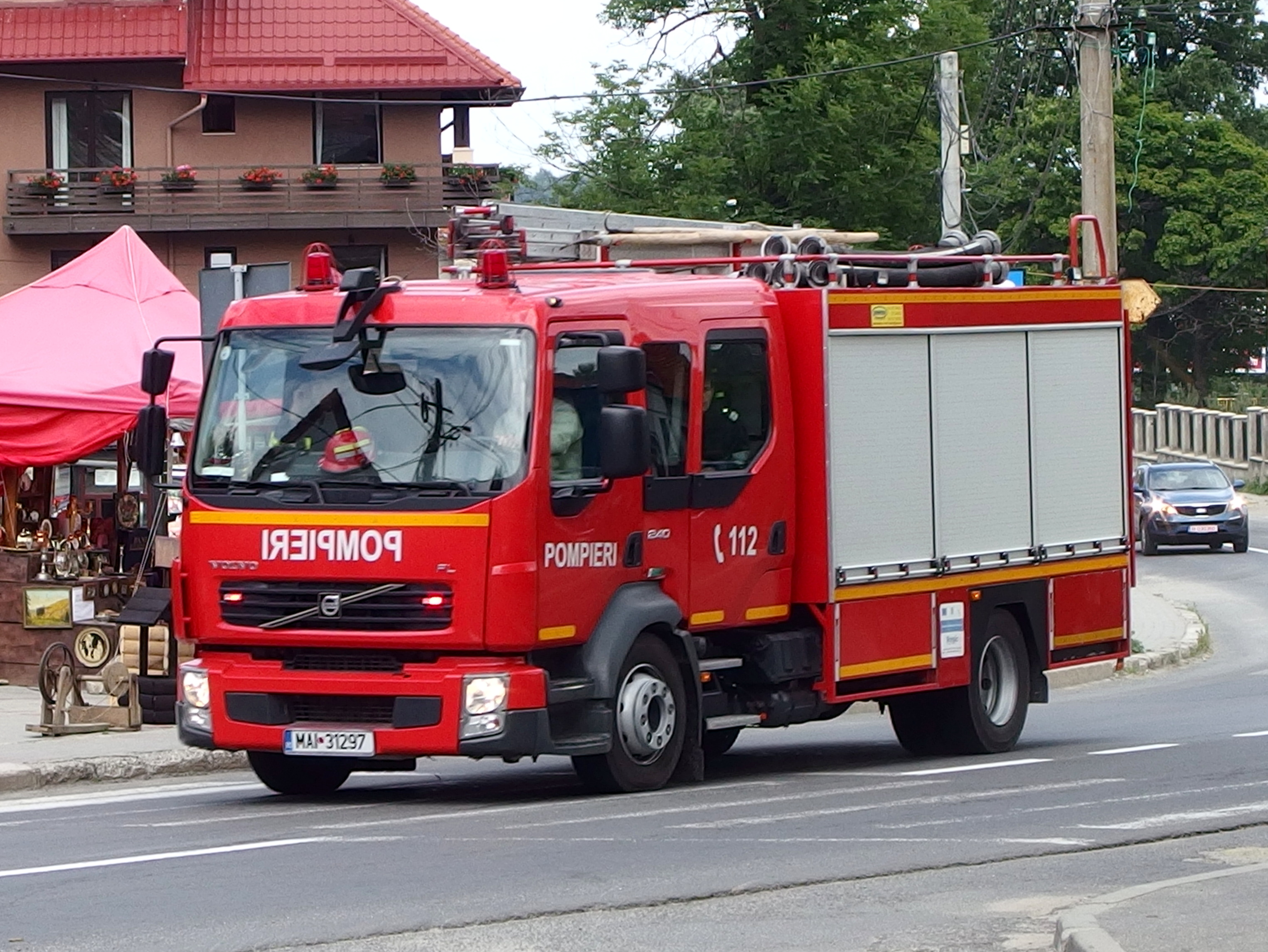
Mașină de pompieri Loc. Bran.

În 15 decembrie 2004, Comandamentul Protecției Civile și Inspectoratul General al Corpului Pompierilor Militari se unifică formând Inspectoratul General pentru Situații de Urgență. Anterior, aceste structuri au funcționat împreuna și între anii 1933-1945.
Instituția pompierilor români s-a dezvoltat de la an la an, de la primele intervenții pentru stingerea incendiilor la actuala gestionare complexă a situațiilor de urgență. Azi inspectoratele pentru situații de urgență s-au dezvoltat și formează un complex mecanism de reacție la urgențe civile, pompierii români desfășoară o laborioasă activitate, răspunzând solicitărilor cetățenilor și nevoilor comunității. Dacă înainte aceștia interveneau doar la stingerea incendiilor azi li s-au adăugat cele la inundații, alunecări de teren, mișcări seismice, epidemii, epizootii, înzăpeziri, secetă, descarcerare, prim ajutor SMURD, asistență a persoanelor aflate în situații critice, intervenția la accidente tehnologice, radiologice, nucleare, biologice sau la alte calamități naturale sau antropice.

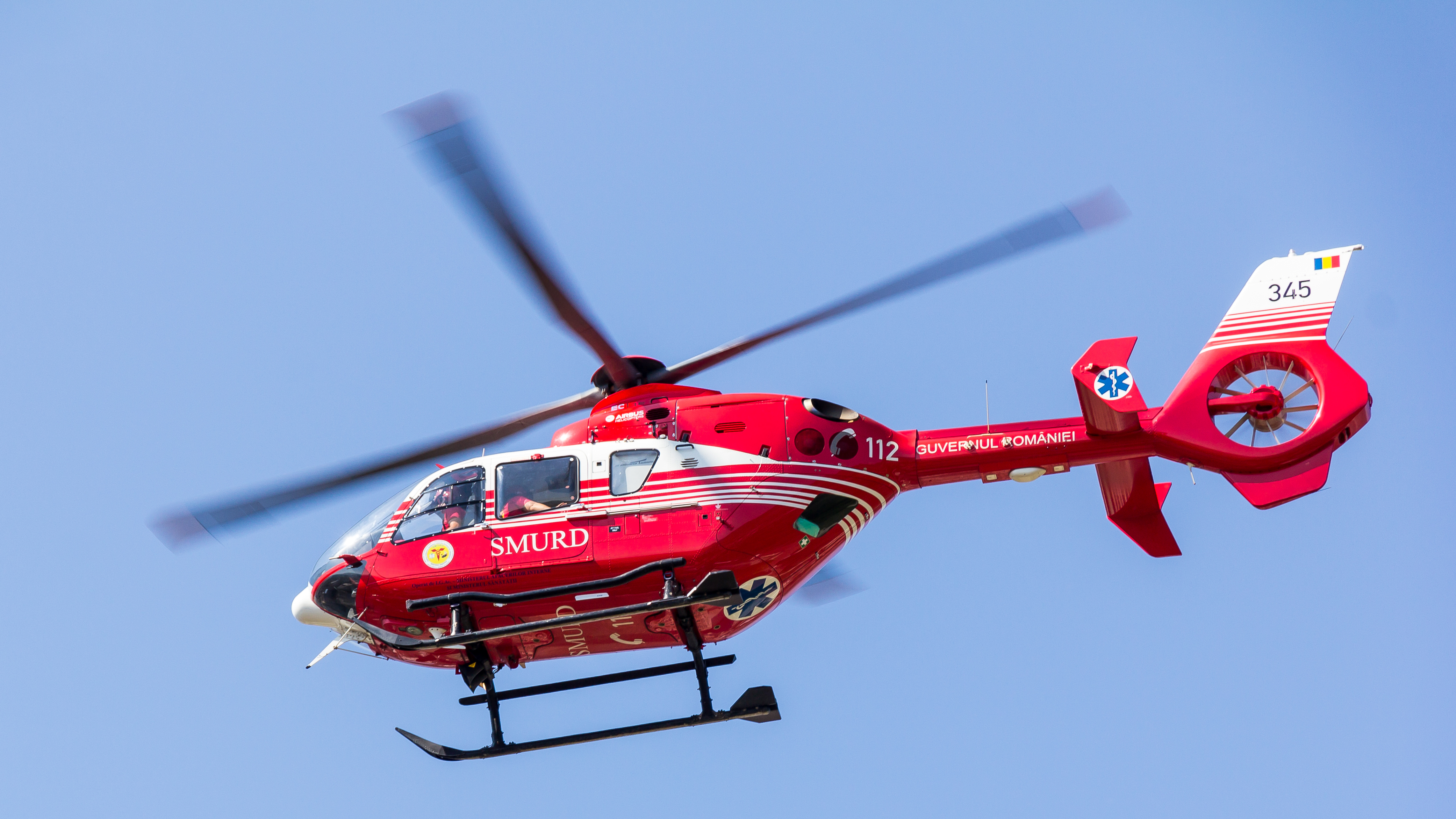
Elicopter Airbus EC 135 în sprijinul intervenției SMURD.

În anul 2004, România a adoptat un modern și complex mecanism de prevenire și gestionare a situațiilor de urgență, adaptat cerințelor standardelor NATO și ale Uniunii Europene: Sistemul Național de Management al Situațiilor de Urgență. Acesta cuprinde cadrul legal și instituțiile menite să asigure, în mod unitar și integrat, apărarea vieții cetățenilor, a bunurilor și a mediului împotriva provocărilor din ce în ce mai frecvente și cu efecte devastatoare determinate de dezastre pe plan global și regional. 
În anul 2014, se înființează Departamentul pentru Situații de Urgență, structură operațională fără personalitate juridică din cadrul Ministerului Afacerilor Interne, cu coordonare permanentă la nivel național a activităților de prevenire și gestionare a situațiilor de urgență pentru asigurarea și coordonare a resurselor umane, resurse materiale, financiare și de altă natură necesare restabilirii normalului, inclusiv de primul ajutor calificat și asistența medicală de urgență în cadrul unităților și compartimentelor de primire a urgențelor (UPU)/CPU), până la internarea în spital.
Prin aceasta s-a realizat coordonarea unitară, funcțională și eficientă a elementelor și capabilităților dispozitivului precum și controlul real, eficient asigurat de personal de conducere cu experiență în domeniu. Managementul eficient al acestora se realizează de un secretar de stat din Departament de Urgență. 
Sistemul național este compus din:
- Comitete pentru Situații de Urgență (la nivel național, ministerial, București, județean și local);
- Inspectoratul General pentru Situații de Urgență (rol integrator - asigură transmiterea deciziilor luate de Guvern sau de Comitetul Național către autoritățile administrației publice  centrale și locale);
- Servicii profesionale de urgență și servicii de urgență voluntare;
- Centre operaționale și centre de coordonare și management pentru intervenție;
- Comandantul acțiunii (asigura coordonarea unitară la locul evenimentului excepțional)[15].

## Atribuții
Obiectivul fundamental al activității desfășurate de IGSU vizează eficientizarea acțiunilor de prevenire și gestionare a situațiilor de urgență, în vederea menținerii sub control a riscurilor și asigurării stării de normalitate a vieții comunităților umane și este atins prin multitudinea de activități de prevenire și intervenție pentru stingerea incendiilor, descarcerare și prim-ajutor SMURD, salvarea persoanelor și limitarea pagubelor produse de inundații, alunecări de teren, mișcări seismice, epidemii, epizootii, înzăpeziri, secetă, asistența persoanelor aflate în situații critice, intervenția la accidente tehnologice, radiologice, nucleare, biologice sau alte tipuri de dezastre naturale sau antropice.
În calitate de integrator al Sistemului Național de Management al Situațiilor de Urgență, creat în 2004, I.G.S.U. coordonează acțiunile instituțiilor implicate în managementul situațiilor de urgență, asigurând și funcția de punct național de contact în relația cu organizațiile internaționale guvernamentale și neguvernamentale cu responsabilități în domeniu. Inspectoratul general și structurile teritoriale au în componență 42 de centre operaționale și peste 280 subunități operative.
Pentru gestionarea situațiilor de urgență, IGSU și structurile județene îndeplinesc misiuni de:
- monitorizare, evaluare, cercetare a cauzelor producerii  situațiilor de urgență;
- informare și educare preventivă a populației și avertizare a acesteia, înștiințare a autorităților administrației publice, despre posibilitatea/iminența producerii situațiilor de urgență;
- căutare, descarcerare și salvare a persoanelor;
- evacuare a persoanelor, populației sau bunurilor periclitate, prin asigurarea măsurilor de evacuare, instalarea taberelor de sinistrați, participarea la transportul populației și al unor categorii de bunuri;
- distrugere a zăpoarelor de gheață sau degajare a cursurilor de apă;
- acordare a asistenței medicale de urgență prin module SMURD din cadrul serviciilor de urgență profesioniste;
- asigurare logistică a intervenției structurilor proprii și punere la dispoziția altor structuri, a unor categorii de tehnică, materiale și echipamente;
- stingere a incendiilor;
- decontaminare a populației, cu mijloace specializate și/sau a punctelor de decontaminare personal, tehnică și echipament recunoscute din timp în profil teritorial;
- neutralizare a efectelor materialelor periculoase prin acțiuni de asanare a muniției neexplodate din timpul conflictelor militare.

În cadrul inspectoratelor județene pentru situație de urgență funcționează Serviciul Medical de Urgență, Reanimare și Descarcerare (SMURD), având ca operator aerian structurile de aviație ale Ministerului Afacerilor Interne, în colaborare cu spitalele județene, regionale și cu autoritățile publice locale.

## Educație și formare în domeniul situațiilor de urgență

### În unitățile de învățământ
În România necesarul de personal se realizează prin instituțiile militare de învățământ care asigură formarea cadrelor cu studii superioare și medii pentru unitățile operative ale I.G.S.U. (Inspectoratul General pentru Situații de Urgență), viitorii pompieri profesioniști:
- Facultatea de Pompieri din cadrul Academiei de Politie Al. Ioan Cuza" din Bucuresti,[18]
- Școala de Subofițeri de Pompieri și Protecție Civilă "Pavel Zăgănescu" din Boldești,[19]

### Centre naționale de pregătire
- Centrul Național de Perfecționare a Pregătire în domeniul Managementul Situațiilor de Urgență Ciolpani[20].
- Centrul Național pentru Securitate la Incendiu și Protecție Civilă București”[21].

## Servicii profesioniste

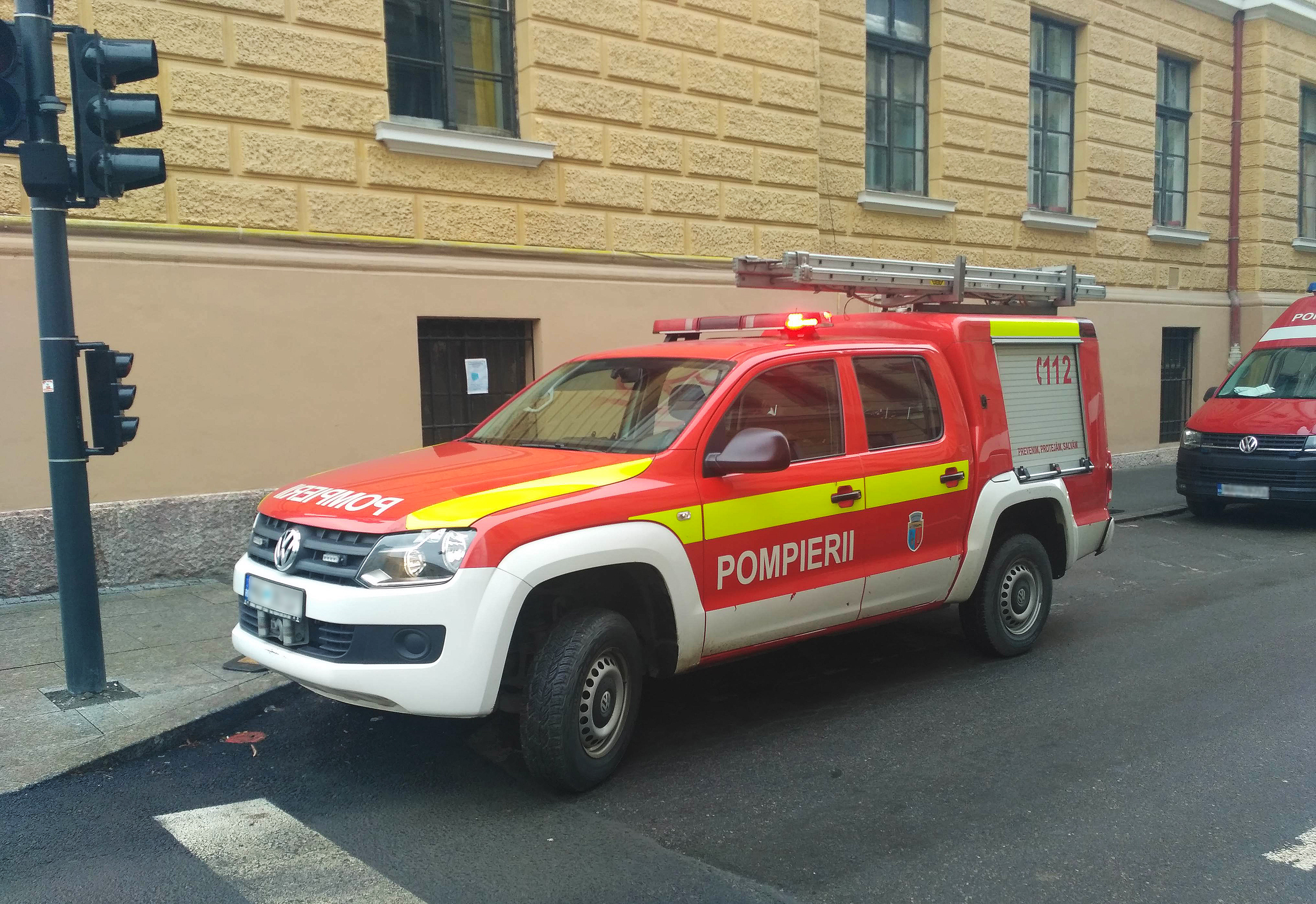
Autospeciala pentru prima interventie si comanda Detașamentul de Pompieri Cluj-Napoca.

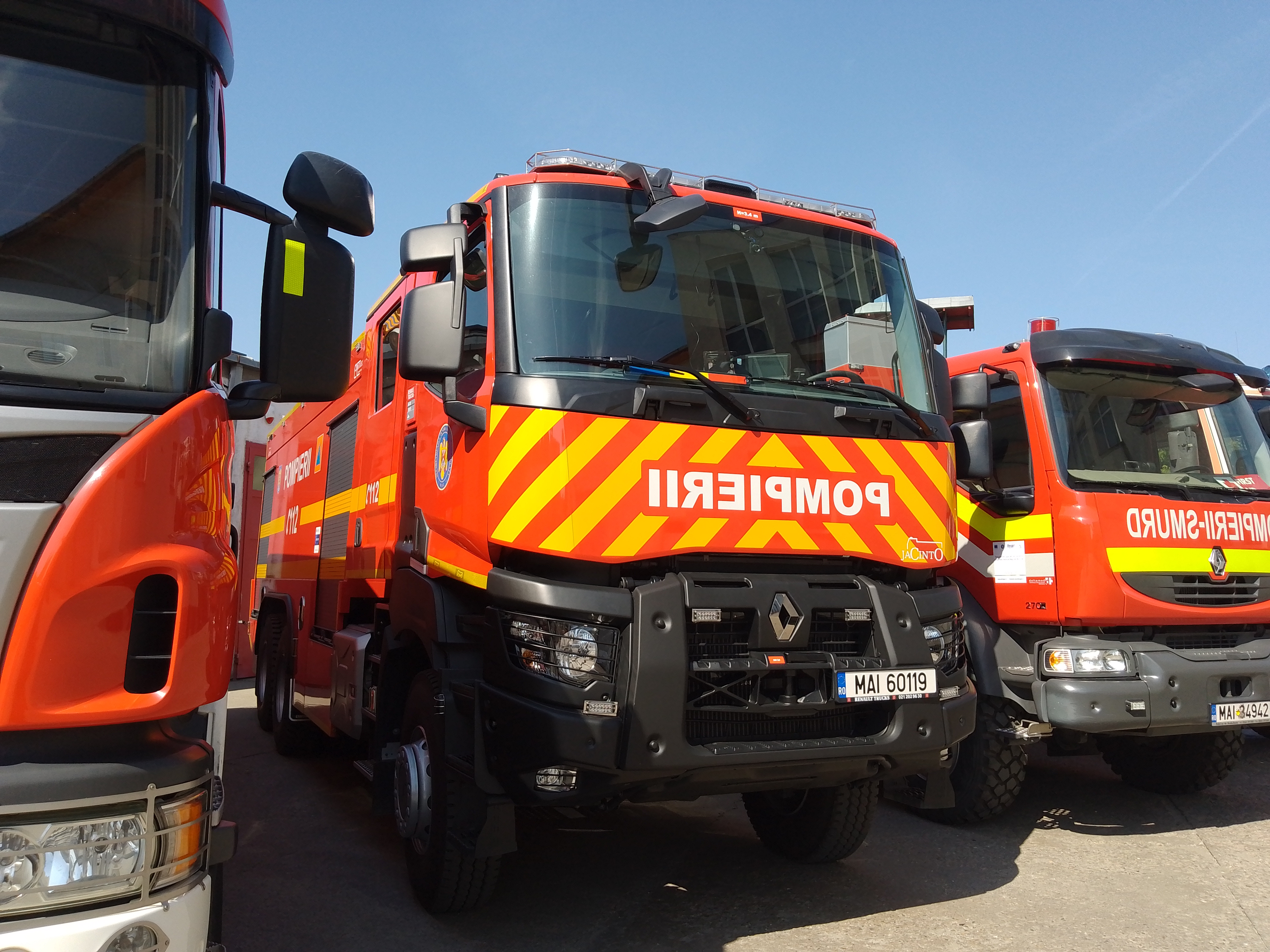
Autospeciala de Stingere AT10000 din cadrul Detașamentului 1 de Pompieri Cluj-Napoca

Serviciile de urgență profesioniste sunt asigurate de către pompierii profesioniști din subordinea Inspectoratului General pentru Situații de Urgență potrivit reglementărilor specifice. La nivel național activitatea pompierilor  este condusă de către un inspector general, iar în situațiile de urgență activitatea pompierilor este coordonată de Departamentul pentru situații de urgență, care funcționează în cadrul Ministerului Afacerilor Interne. La nivel județean activitatea pompierilor  este condusă de către un inspector șef, iar în situațiile de urgență de către prefect care este coordonat operațional de către secretarul de stat, șef al Departamentului pentru Situații de Urgenta.
Serviciile de urgență profesioniste funcționează ca inspectorate județene pentru situații de urgență și al municipiului București, având personalitate juridică. La nivelul fiecărei județ sunt constituite subunități de intervenție pentru situații de urgență.

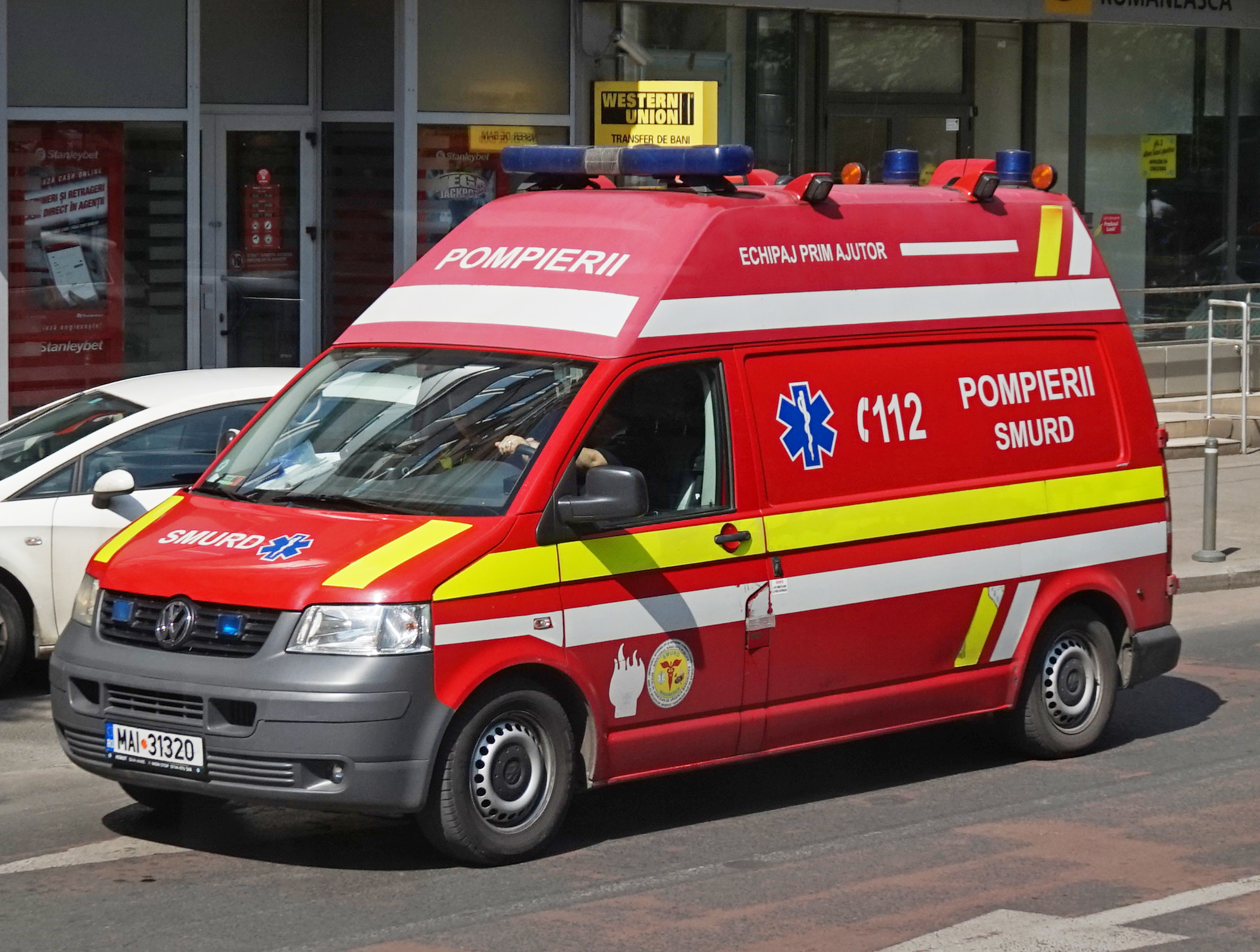
Pompierii - SMURD echipaj de prim ajutor.

Începând cu anul 2006, se înființează Serviciul Mobil de Urgență, Reanimare și Descarcerare (SMURD) care devine o structură funcțională în cadrul Inspectoratului General pentru Situații de Urgență. SMURD intervine, în general, atunci când este vorba de persoane ale căror vieți sunt puse în pericol, la cazurile care necesită descarcerarea și la incidentele unde există mai multe victime, cum ar fi dezastrele naturale sau incendii.SMURD este o unitate de intervenție publică integrată de importanță strategică, fără personalitate juridică, având în structura sa echipe integrate de reanimare, specializate în acordarea asistenței medicale și tehnice de urgență, precum și echipe cu personal paramedical, specializat în acordarea primului ajutor calificat. Acest serviciu funcționează în cadrul Inspectoratelor județene pentru situație de urgență – având ca operator aerian structuri de aviație ale Ministerului Afacerilor Interne, în colaborare cu spitalele județene, regionale și cu autoritățile publice locale..

## Servicii voluntare și private
Serviciile de urgență voluntare și/sau private sunt structuri specializate, altele decât cele aparținând serviciilor de urgență profesioniste, organizate cu personal angajat și/sau voluntar, în scopul apărării vieții, avutului public și/sau a celui privat împotriva incendiilor și a altor calamități, în sectoarele de competență stabilite cu avizul inspectoratelor.
Serviciile voluntare pentru situații de urgență (S.V.S.U.) funcționează la nivel local, iar activitatea acestora este condusă de către primar.

## Sportul în cadrul unităților de pompieri

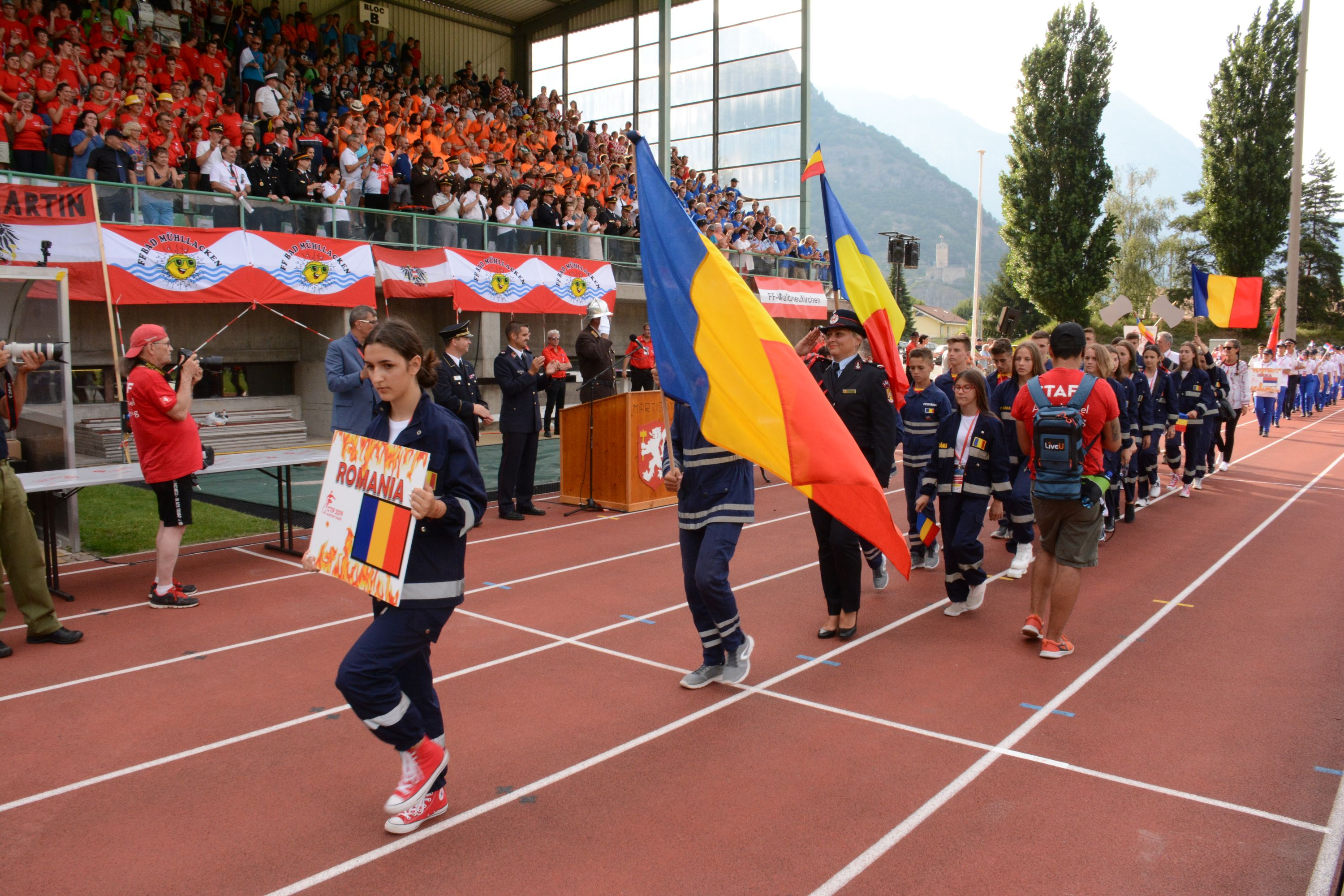
Ceremonia de decernare a premiilor, lotul României la Concursurile internaționale din Martigny, Elveția, 2019

Pentru a putea deveni pompier profesionist, verificarea aptitudinilor fizice, menținerea stării optime de sănătate și călirea organismului, ei dau o serie de probe sportive  atât prin  examen cât și pe parcursul anului calendaristic într-un program organizat în cadrul unităților militare.
Educația fizică și sportul în Ministerul Administrației și Internelor sunt componente ale procesului de instruire și pregătire continuă a efectivelor și se execută în scopul orientării activității fizice spre formarea și dezvoltarea capacității motrice și a calităților psihice din sfera cognitivă, volitivă și afectivă a personalului, necesare îndeplinirii misiunilor încredințate.
În unitățile militare atât la nivel central cât și județean din România este practicat sportul de către pompieri, organizat periodic și anual conform Ordinului M.A.I., I.G.S.U. și Calendarul Sportiv M.A.I. pentru anul în curs respectiv programului de pregătire cu pompierii profesioniștii, serviciile voluntare și private și cercurile de elevii „Prietenii pompierilor” din cadrul unităților de învățământ.

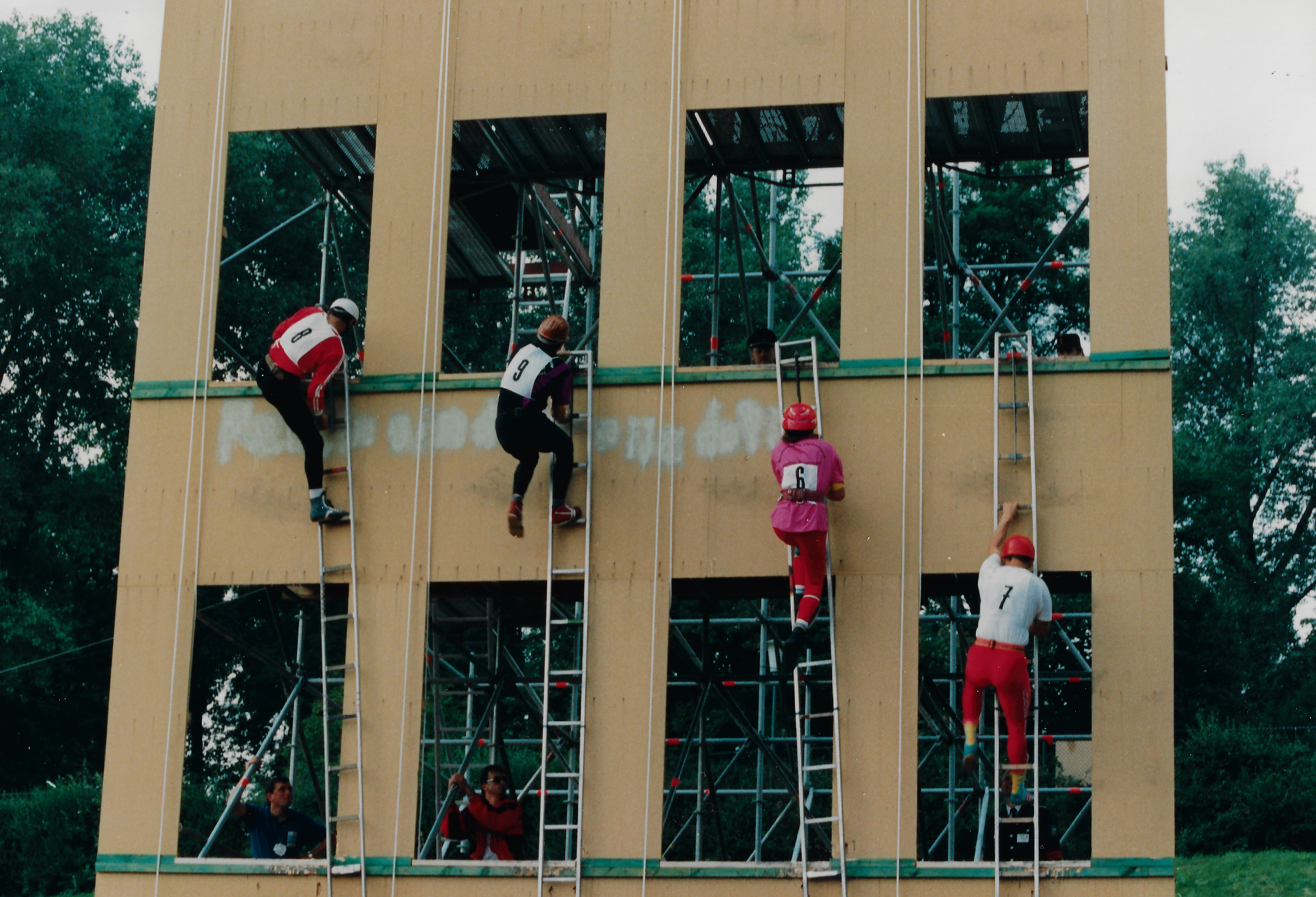
Competiții sportive internaționale de pompieri 1993, Berlin, proba „Scara de fereastră” - pompierii voluntari.

Sporturile pot fi individuale sau în echipă cuprinse în Calendarul Sportiv al M.A.I.: atletism,  tenis de masă, tenis, înot, șah, culturism, judo, fotbal, oină, tir, volei, tir cu arcul, iar mai multe sporturi sunt practicate în cadrul Jocurile Mondiale ale Pompierilor: competiție „Cel mai puternic pompier”, rugby, baschet, culturism, maraton, ciclism, etc.
Sporturile sunt organizate profesional și coordonate I.G.S.U prin inspectoratele județene pentru situații de urgență în colaborare cu ministerulde resort, autoritățile județene și locale, asociații sportive, ONG, etc.: 
- concursurile cercurilor tehnico-aplicative de elevi „Prietenii pompierilor” în România se organizează, pe etape, de către Ministerul Educației Naționale prin inspectoratele școlare județene și Ministerul Afacerilor Interne, prin Inspectoratul General pentru Situații de Urgență respectiv inspectoratelor pentru situații de urgență județene și municipiul București, precum și al autorităților administrației publice județene și locale[29].

- concursuri profesionale servicii voluntare și private pentru situații de urgență[29];
- concursuri profesionale servicii pentru situații de urgență[30][31].

Concursurile profesionale ale serviciilor de pompieri din România și cercurile de elevi Prietenii pompierilor se organizează în fiecare an, având ca obiectiv fundamental dezvoltarea și perfecționarea aptitudinilor și a deprinderilor specifice, necesare îndeplinirii acțiunilor de intervenție în situații de urgență.
De-a lungul timpului o serie de sportivi pompieri s-au evidențiat la diferite concursuri internaționale unde au participat o serie de pompieri din diverse țări atât cu echipa cât și individual.

## Sărbători pompieri
- 13 septembrie - Ziua Pompierilor din România și 28 februarie - Ziua Protecției Civile din România este  ocazia cu care autoritățile administrației publice centrale și locale, agenții economici și instituțiile organizează și desfășuroară concursuri profesionale, ceremonii și acțiuni specifice acestui eveniment inclusiv inspectoratele, formațiile de cadeți, cercurile aplicative de protecție civilă, precum și cercurile "Prietenii pompierilor" potrivit legii[34].
- 31 mai - Ziua rezervistului militar. Cu această ocazie instituțiile publice din cadrul sistemului de apărare, ordine publică și siguranță națională pot sprijini, în condițiile legii, manifestările prilejuite de acest eveniment[35][36].

## Galerie

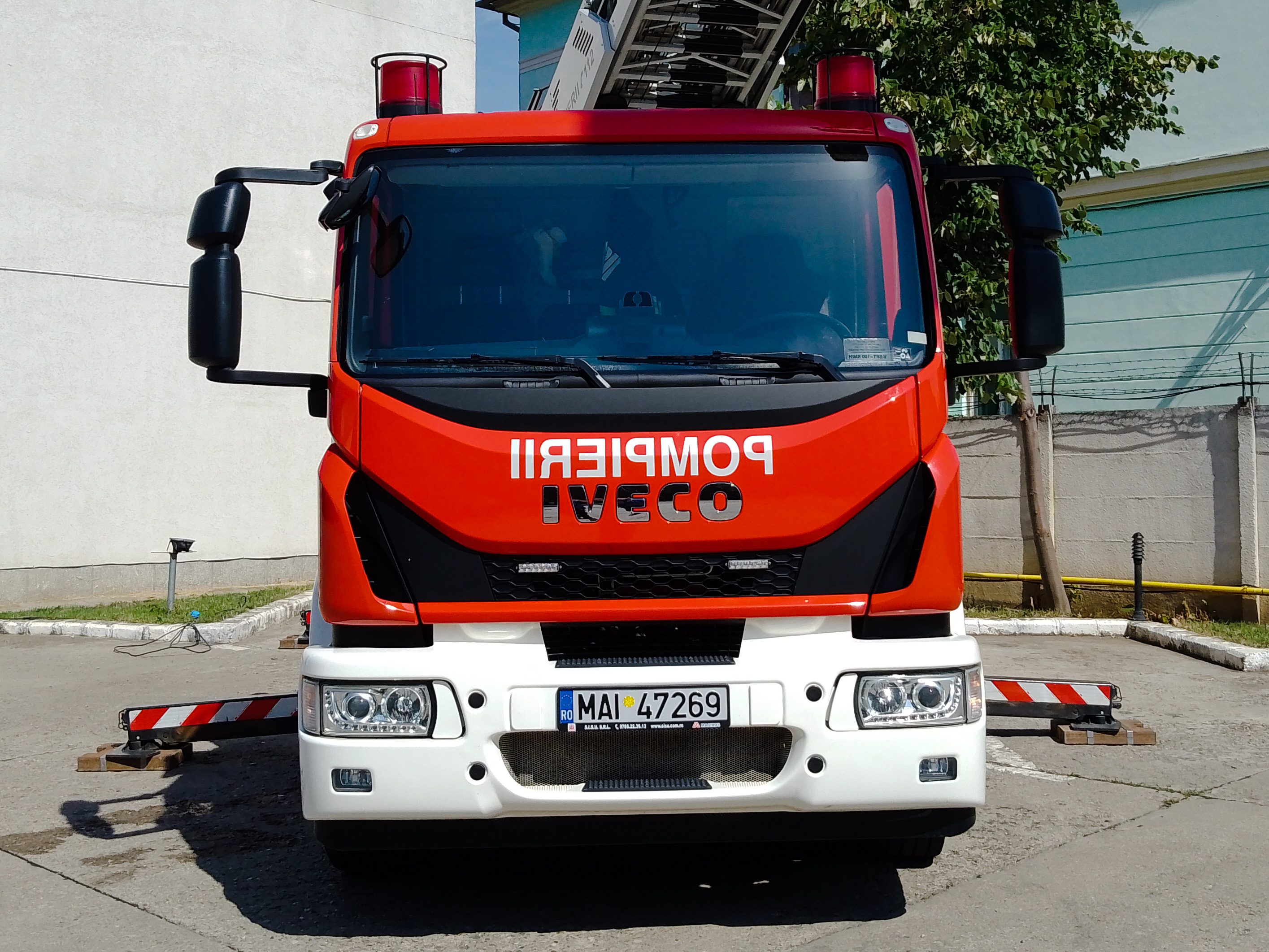
Autoscară Mecanică din Cadrul Detașamentului 1 de Pompieri Cluj-Napoca
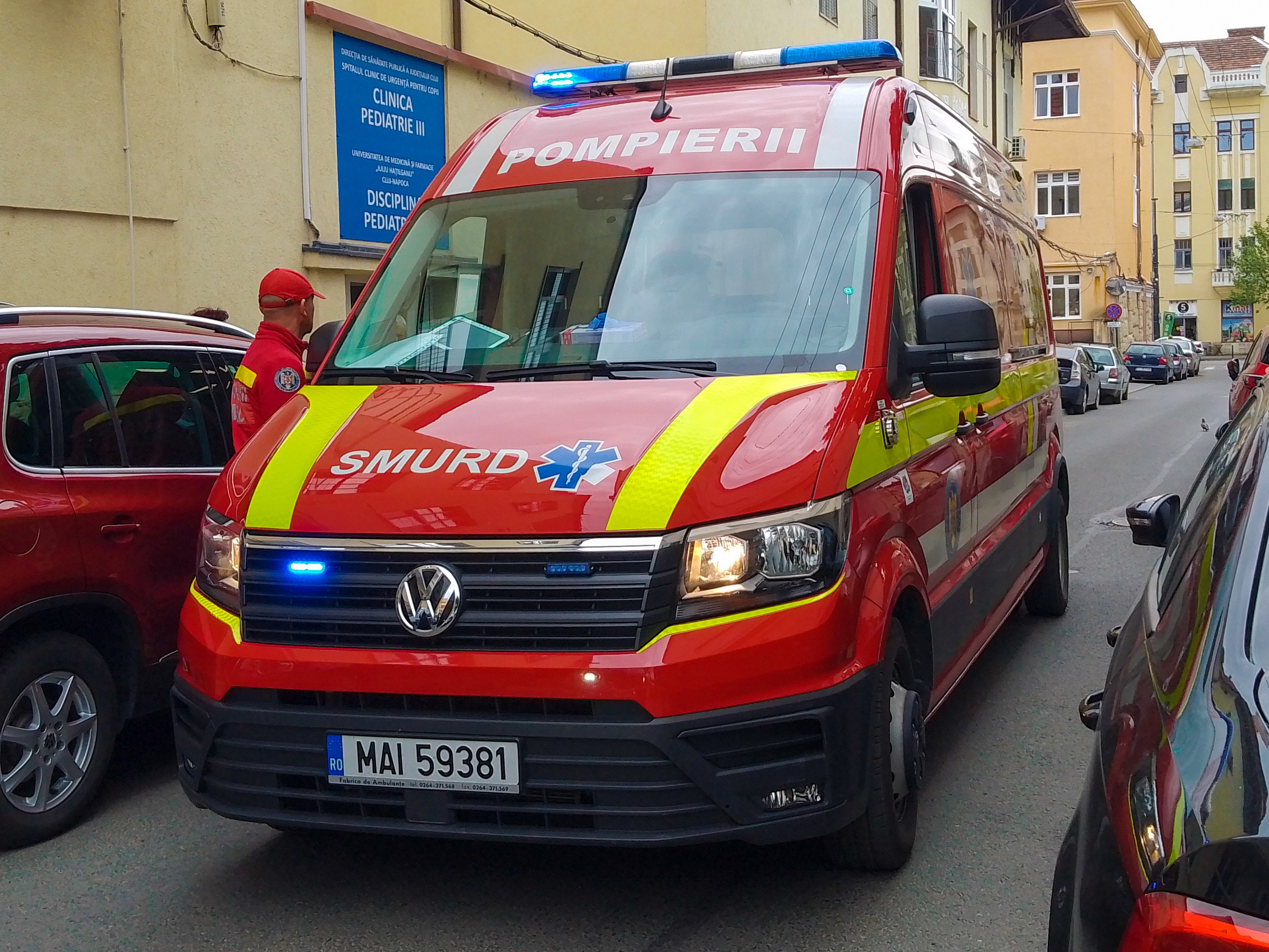
Autospecială de Terapie Intensivă Neonatala (TIM-NN) la Spitalul de Pediatrie din Cluj-Napoca
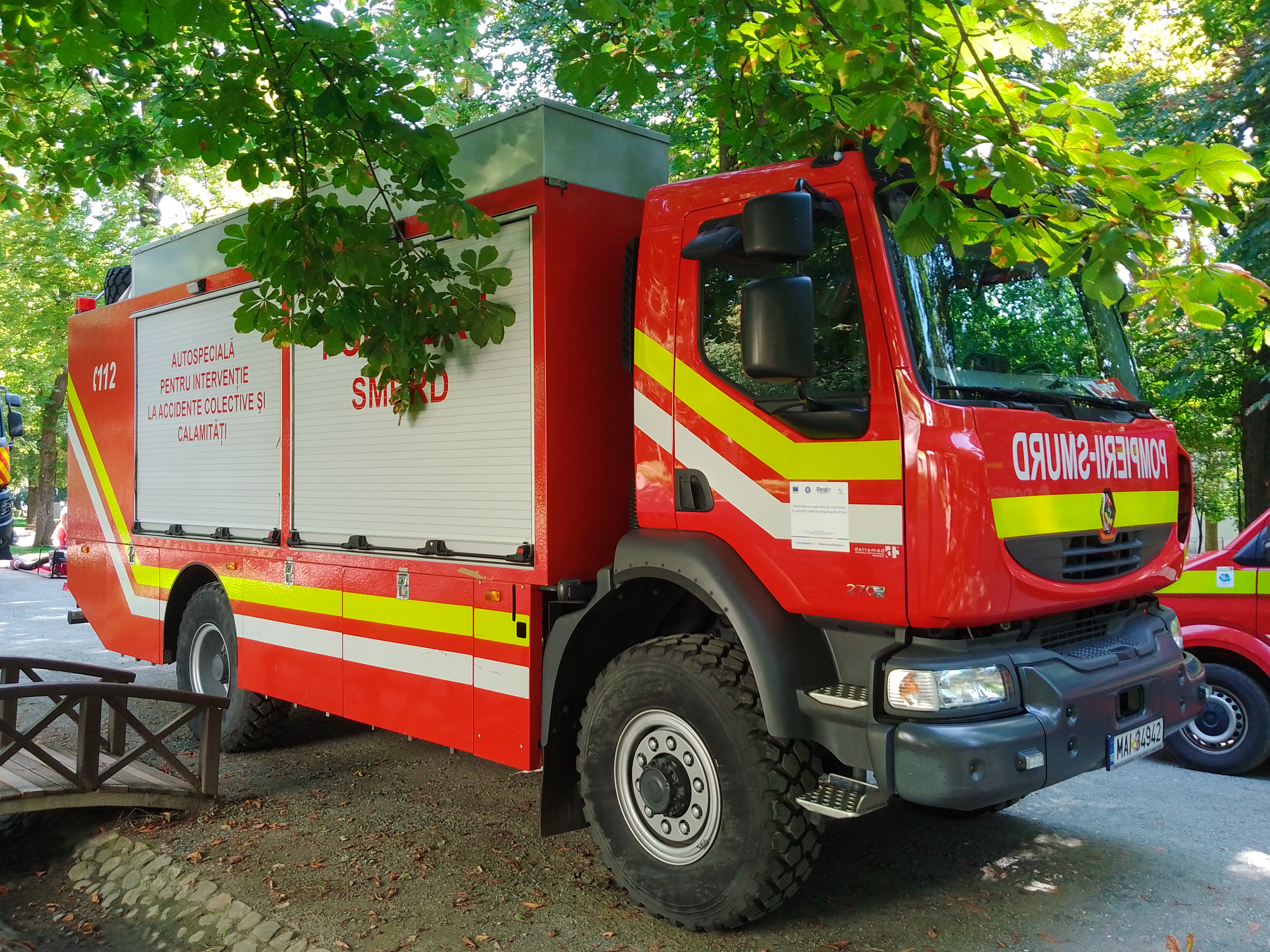
Autospeciala pentru Intervenție la Accidente Colective și Calamități la Maratonul Resuscitarii în Cluj-Napoca